# Stronger (What Doesn't Kill You)
Pour les articles homonymes, voir Stronger.
Singles de Kelly Clarkson
Mr. Know It All
(2011) Dark Side
(2012)
Pistes de Stronger
Mr. Know It All Dark Side
Stronger (What Doesn't Kill You), aussi appelé What Doesn't Kill You (Stronger), ou tout simplement nommé Stronger est une chanson interprétée par la chanteuse américaine Kelly Clarkson. Le titre est issu de son cinquième album studio, Stronger. La chanson est écrite par Jörgen Elofsson, Ali Tamposi, David Gamson, Greg Kurstin, et produite par Kurstin. Il est envoyé le 17 janvier 2012 aux radios mondiales comme second single du cinquième opus de la chanteuse, succédant à "Mr. Know It All". Le titre est un hymne pop rock dansant avec une production constituée majoritairement de guitares électriques. D'après Clarkson, Stronger est basée de la célèbre citation du philosophe Friedrich Nietzsche, « Tout ce qui ne me tue pas me rend plus fort », avec des paroles se référant au thème de l'émancipation.
Bien reçu par les critiques qui font l'éloge du refrain entraînant du titre malgré des paroles parfois "trop clichées", Stronger devient le plus gros succès de Clarkson à l'échelle mondiale. Aux États-Unis, la chanson prend la tête du Billboard Hot 100 pour trois semaines - non consécutives, signant ainsi le 3e titre de Kelly à atteindre cette position, après « A Moment Like This » en 2002 et « My Life Would Suck Without You » en 2009. En plus, Stronger prend la première place du Billboard Hot Dance Club Songs, Adult Pop Songs, et Pop Songs, faisant de Clarkson la première artiste à avoir été en pole position dans chacun des différents de charts Billboard. À l'international, Stronger (What Doesn't Kill You) rencontre également un succès honorable : la chanson se place dans le top 10 des charts en Irlande, Pologne, Nouvelle-Zélande, Hongrie, Autriche, Danemark, Royaume-Uni, tout en atteignant également le top 20 dans d'autres pays tels que l'Australie, la Belgique, et la Norvège. Stronger devient le second titre de Kelly à se classer en France, après Because of You qui s'était classé à la 13e position du top singles en 2006.
En juillet 2012, « Stronger (What Doesn't Kill You) » devient la meilleure vente de single aux États-Unis pour n'importe quel candidat d' American Idol.
Cette chanson a été reprise par Dove Cameron dans « descendant » la saga de films Disney Channel

## Développement et sortie
Initialement nommé « What Doesn't Kill You », le titre est issu de la collaboration de paroliers tels que Jörgen Elofsson, Ali Tamposi, David Gamson, et Greg Kurstin. Les paroles sont inspirées de la célèbre citation du philosophe Friedrich Nietzsche, "Tout ce qui ne me tue pas me rend plus fort" issu de son œuvre Crépuscule des idoles écrite et publiée en 1888. Dans une interview avec MTV News, avant la sortie du single, Clarkson fait remarquer que « [Ce titre] est un peu comme "Since U Been Gone", un hymne qui fera sauter les gens en l'air, et tout ça est juste très inspirant, donc j'ai hâte de pouvoir chanter cette chanson sur scène ». Le thème de l'émancipation et édifiant de la chanson mène Kelly à nommer son cinquième album Stronger. Clarkson souligne également le fait que "Stronger (What Doesn't Kill You)", ne se réfère pas à une personne en particulier, notant « Je n'ai pas eu une mauvaise rupture ou quelque chose d'autre, je pense juste que la vie est façonnée par des relations donc j'écris à propos de toutes celles qui sont apparues dans ma vie. Et je n'ai pas de filtre, donc c'est plutôt textuel ». En juillet 2011, une démo de la chanson est divulguée, générant des critiques favorables de la part des médias,. En addition, une nouvelle démo est envoyée sur le net une semaine avant la sortie de l'album, obligeant Clarkson à dévoiler son single elle-même via sa page facebook pour contre-attaquer les leaks.

## Accueil critique
La chanson reçoit généralement des critiques favorables de la part de la presse. Scott Shelter de PopCrush attribue quatre étoiles sur cinq au single, faisant l'éloge de son message fort, et terminant ainsi sa critique en appelant Stronger (What Doesn't Kill You) comme une chanson « vintage de Kelly Clarkson ». Jenna Hally Rubenstein de MTV Buzzworthy compare le single à Since U Been Gone « qui a été [produit] pour passer sur les ondes ». Elizabeth Lancaster de MTV Newsroom liste la chanson comme une des cinq pistes « clés » de Stronger, déclarant : « Un rythme rapide, le refrain vous relèvera sur debout pour danser la chorégraphie à ses côtés ». Grady Smith de Entertainment Weekly juge que le côté pop/rock du titre séduira les fans, ajoutant que « Clarkson aurait dû lancer Stronger (What Doesn't Kill You) comme premier extrait de Stronger ».

## Promotion

### Clip vidéo

#### Développement
Le 21 novembre 2011, Kelly annonce sur son site officiel qu'elle désire introduire des flash mob dans le clip vidéo de "Stronger (What Doesn't Kill You)" :

« Je tourne actuellement ma vidéo pour "Stronger (What Doesn't Kill You)" et je voudrais que chacun se joigne à moi dans mon flash mob! Vous pouvez regarder la chorégraphie dans la vidéo ci-dessous. Apprenez-la avec moi et préparez vos caméras pour vous enregistrer avec vos amis dans un endroit unique qui montrera où vous vous situez dans le monde. Soumettez votre clip en utilisant le formulaire ci-dessous et vous aurez peut-être la chance d'apparaître dans mon clip vidéo!! Je suis impatiente de voir vos candidatures. N'oubliez pas d'être créatif, mais restez prudents et faites quelque chose qui ne soit pas illégal! Merci de votre participation! Bisous, Kelly. »

La vidéo, produite par Shane Drake, est pour la première fois diffusée sur VEVO le 14 décembre 2011.

### Représentations en direct
Clarkson chante "Stronger (What Doesn't Kill You)" pour la première fois sur la scène du Troubadour à Los Angeles lors d'un concert spécial organisé par Sony le 19 octobre 2011 pour promouvoir Stronger. Le 9 novembre 2011, Kelly interprète le titre au Madison Square Garden à New York lors du concert "Jingle Ball" organisé par la station de radio Z100 (WHTZ).
La première performance télévisée du titre se fait sur le plateau d'X Factor aux États-Unis le 23 novembre 2011,. Kelly interprète ensuite le single pour le retour des VH1 Divas le 18 décembre 2011. Sur le plateau du Saturday Night Live, le 7 janvier 2012, Clarkson chante "Mr. Know It All" ainsi que "Stronger (What Doesn't Kill You)".

## Crédits et personnels
| - Chant - Kelly Clarkson - Auteurs – Jörgen Elofsson, David Gamson, Greg Kurstin, Ali Tamposi | - Production – Greg Kurstin |

- Crédits extraits du livret de l'album Stronger, 19 Recordings, RCA Records, Sony Music[18].

## Performances dans les charts
| Allemagne          | 27       |
| Australie          | 18       |
| Autriche           | 6        |
| Belgique (Nl)      | 25       |
| Belgique (Fr)      | 12       |
| Brésil             | 12       |
| Canada             | 3        |
| Danemark           | 8        |
| Espagne            | 9        |
| États-Unis         | 1        |
| Finlande           | 10       |
| France             | 20       |
| Hongrie            | 6        |
| Irlande            | 4        |
| Norvège            | 17       |
| Nouvelle-Zélande   | 4        |
| Pays-Bas           | 59       |
| Pologne            | 1        |
| Portugal           | 40       |
| République tchèque | 10       |
| Royaume-Uni        | 8        |
| Russie             | 4        |
| Slovaquie          | 47       |
| Suède              | 30       |
| Suisse             | 18       |
| Région             | Position |
| Europe             | 5        |
| Monde              | 1        |

| Certifications et ventes de "Stronger (What Doesn't Kill You)" | Certifications et ventes de "Stronger (What Doesn't Kill You)" | Certifications et ventes de "Stronger (What Doesn't Kill You)" | Certifications et ventes de "Stronger (What Doesn't Kill You)" | Certifications et ventes de "Stronger (What Doesn't Kill You)" | Certifications et ventes de "Stronger (What Doesn't Kill You)" | Certifications et ventes de "Stronger (What Doesn't Kill You)" | Certifications et ventes de "Stronger (What Doesn't Kill You)" | Certifications et ventes de "Stronger (What Doesn't Kill You)" | Certifications et ventes de "Stronger (What Doesn't Kill You)" | Certifications et ventes de "Stronger (What Doesn't Kill You)" | Certifications et ventes de "Stronger (What Doesn't Kill You)" | Certifications et ventes de "Stronger (What Doesn't Kill You)" | Certifications et ventes de "Stronger (What Doesn't Kill You)" | Certifications et ventes de "Stronger (What Doesn't Kill You)" |
| Pays                                                           | Certification                                                  | Ventes                                                         |                                                                |                                                                |                                                                |                                                                |                                                                |                                                                |                                                                |                                                                |                                                                |                                                                |                                                                |                                                                |
| -------------------------------------------------------------- | -------------------------------------------------------------- | -------------------------------------------------------------- | -------------------------------------------------------------- | -------------------------------------------------------------- | -------------------------------------------------------------- | -------------------------------------------------------------- | -------------------------------------------------------------- | -------------------------------------------------------------- | -------------------------------------------------------------- | -------------------------------------------------------------- | -------------------------------------------------------------- | -------------------------------------------------------------- | -------------------------------------------------------------- | -------------------------------------------------------------- |
| Australie                                                      | 2 × Platine                                                    | 140 000                                                        |                                                                |                                                                |                                                                |                                                                |                                                                |                                                                |                                                                |                                                                |                                                                |                                                                |                                                                |                                                                |
| Autriche                                                       | Or                                                             | 15 000                                                         |                                                                |                                                                |                                                                |                                                                |                                                                |                                                                |                                                                |                                                                |                                                                |                                                                |                                                                |                                                                |
| Canada                                                         | Platine                                                        | 80 000                                                         |                                                                |                                                                |                                                                |                                                                |                                                                |                                                                |                                                                |                                                                |                                                                |                                                                |                                                                |                                                                |
| Danemark                                                       | Platine                                                        | 30 000                                                         |                                                                |                                                                |                                                                |                                                                |                                                                |                                                                |                                                                |                                                                |                                                                |                                                                |                                                                |                                                                |
| États-Unis                                                     | 4 × Platine                                                    | 4 245 000                                                      |                                                                |                                                                |                                                                |                                                                |                                                                |                                                                |                                                                |                                                                |                                                                |                                                                |                                                                |                                                                |
| Norvège                                                        | Or                                                             | 5 000                                                          |                                                                |                                                                |                                                                |                                                                |                                                                |                                                                |                                                                |                                                                |                                                                |                                                                |                                                                |                                                                |
| Nouvelle-Zélande                                               | Platine                                                        | 15 000                                                         |                                                                |                                                                |                                                                |                                                                |                                                                |                                                                |                                                                |                                                                |                                                                |                                                                |                                                                |                                                                |
| Royaume-Uni                                                    | Or                                                             | 417 000                                                        |                                                                |                                                                |                                                                |                                                                |                                                                |                                                                |                                                                |                                                                |                                                                |                                                                |                                                                |                                                                |
| Suède                                                          | Platine                                                        | 40 000                                                         |                                                                |                                                                |                                                                |                                                                |                                                                |                                                                |                                                                |                                                                |                                                                |                                                                |                                                                |                                                                |
| Résumé                                                         |                                                                |                                                                |                                                                |                                                                |                                                                |                                                                |                                                                |                                                                |                                                                |                                                                |                                                                |                                                                |                                                                |                                                                |
| Région                                                         | Certification                                                  | Ventes                                                         |                                                                |                                                                |                                                                |                                                                |                                                                |                                                                |                                                                |                                                                |                                                                |                                                                |                                                                |                                                                |
| Monde                                                          |                                                                | 5 000 000                                                      |                                                                |                                                                |                                                                |                                                                |                                                                |                                                                |                                                                |                                                                |                                                                |                                                                |                                                                |                                                                |

## Historique des dates de sorties
| Pays        | Date             | Format                     | Label       |
| ----------- | ---------------- | -------------------------- | ----------- |
| Australie   | 14 novembre 2011 | Radio/Téléchargement légal | Sony Music  |
| États-Unis, | 17 janvier 2012  | Radio/Téléchargement légal | RCA Records |
| France      | 3 février 2012   | Téléchargement légal       | Sony Music  |
| Royaume-Uni | 5 février 2012   | Téléchargement légal       | Sony Music  |
| Allemagne   | 3 février 2012   | CD Single                  | Sony Music  |